# Maher Hasnaoui
Maher Hasnaoui (22 de septiembre de 1989) es un ciclista tunecino. 

## Palmarés
| 2008 - 2.º en el Campeonato de Túnez en Ruta 2009 - Campeonato de Túnez en Ruta 2010 - 3.º en el Campeonato de Túnez en Ruta 2012 - 2.º en el Campeonato de Túnez en Ruta - 3.º en el Campeonato de Túnez Contrarreloj 2013 - Challenge du Prince-Trophée de la Maison Royale - 2.º en el Campeonato de Túnez en Ruta - 2.º en el Campeonato de Túnez Contrarreloj 2014 - 2.º en el Campeonato de Túnez en Ruta | 2015 - 2.º en el Campeonato de Túnez Contrarreloj - Copa de los Emiratos Árabes Unidos - Tour de Al Zubarah, más 1 etapa 2016 - Campeonato de Túnez en Contrarreloj - 3.º en el Campeonato de Túnez en Ruta 2017 - 2.º en el Campeonato de Túnez en Ruta 2018 - 2.º en el Campeonato de Túnez Contrarreloj - 2.º en el Campeonato de Túnez en Ruta 2019 - 3.º en el Campeonato de Túnez Contrarreloj |